# Iliamna rivularis
Iliamna rivularis là một loài thực vật có hoa trong họ Cẩm quỳ. Loài này được (Douglas) Greene mô tả khoa học đầu tiên năm 1906.